# أنخيل مونتورو سانتشيز
أنخيل مونتورو سانتشيز (بالإسبانية: Ángel Montoro Sánchez)‏ (مواليد 25 يونيو 1988 - بلنسية ، إسبانيا) لاعب كرة قدم إسباني ، يلعب في مركزي خط الوسط المحوري والهجومي، ويلعب حاليًا لنادي لاس بالماس الإسباني.

## روابط خارجية
- أنخيل مونتورو سانتشيز على موقع قاعدة بيانات كرة القدم.إي يو (الإنجليزية)
- أنخيل مونتورو سانتشيز على موقع Soccerbase.com (لاعب) (الإنجليزية)
- أنخيل مونتورو سانتشيز على موقع Soccerway.com (الإنجليزية)
- أنخيل مونتورو سانتشيز على موقع AS.com (الإسبانية)